# Радојко Аврамовић
Радојко Аврамовић (Сјеница, 29. новембар 1949) јесте бивши југословенски фудбалер и садашњи фудбалски тренер. Играо је на позицији голмана.
Каријеру је започео у друголигашу Борцу из Чачка, из којег као афирмисани голман прелази у Ријека за коју је у периоду 1975-1979 одиграо 162 првенствене утакмице. Са Аврамовићем на голу, Ријека осваја Куп Југославије 1977/78. и 1978/79. Као интернационалац играо је у енглеском клубу Нотс Каунтију (1983-1984). Следећу сезону 1984/85. такође игра у енглеском клубу Ковентри ситију. Голманску каријеру завршава у ОФК Београду.
За репрезентацију Југославије одиграо је је само једну утакмицу. То је било 25. новембра 1978. на утакмици Балканског купа у Скопљу против селекције Грчке, која је завршена резултатом 4:1 за Југославију. 
По завршеној фудбалској каријери бави се тренерским радом. Као тренер и селектор репрезентације радио је у Оману, Кувајту и Сингапуру. Са репрезентацијом Сингапура освојио је Првенство југоисточне Азије 2007. године, а предводио ју је и у квалификацијама за Светско првенство 2010. године и за Азијски куп 2011. године. 2012. године проглашен је за најбољег тренера Југоисточне Азије.